# سی‌اس‌اس میسیسیپی
سی‌اس‌اس میسیسیپی (به انگلیسی: CSS Mississippi) یک کشتی بود که طول آن ۲۵۰ فوت (۷۶ متر) بود. این کشتی در سال ۱۸۶۲ ساخته شد.